# Gaetano Zauner
Gaetano Zauner (Palermo, 17 marzo 1962) è un generale italiano, già sottocapo di stato maggiore dell'Esercito, e dal 5 aprile 2024 comandante del Comando delle forze operative terrestri.

## Biografia
Frequenta l'Accademia militare di Modena (163º Corso) e diviene tenente dell'Arma di Fanteria dell'Esercito Italiano.
Comandante di compagnia del 78º Reggimento fanteria "Lupi di Toscana". Tenente colonnello nel 2001, è comandante di battaglione nella missione Essential Harvest in Macedonia del Nord. Nel 2007 partecipa all'Operazione Althea in Bosnia come comandante del contingente italiano.
Dal luglio 2011 al settembre 2013 è stato il 56º comandante della 132ª Brigata corazzata "Ariete". In quel periodo ha comandato la Brigata Multinazionale in Libano, nell’ambito dell'Operazione Leonte (maggio - novembre 2012).
Il 30 settembre 2013 ha assunto l'incarico di Vice e poi, promosso generale di divisione, di Capo Reparto Pianificazione Generale Finanziaria dello stato maggiore dell'Esercito italiano. Nel settembre 2016 assume l'incarico di Capo di Stato maggiore del Comando operativo di vertice interforze.
Quindi dall'ottobre 2019 è Vice Comandante del NATO Rapid Deployable Corps (NRDC).
Dal 30 Agosto 2021 è sottocapo di stato maggiore dell'Esercito fino al 5 aprile 2024, quando diviene comandante del COMFOTER.